# Papirus Oxyrhynchus 29

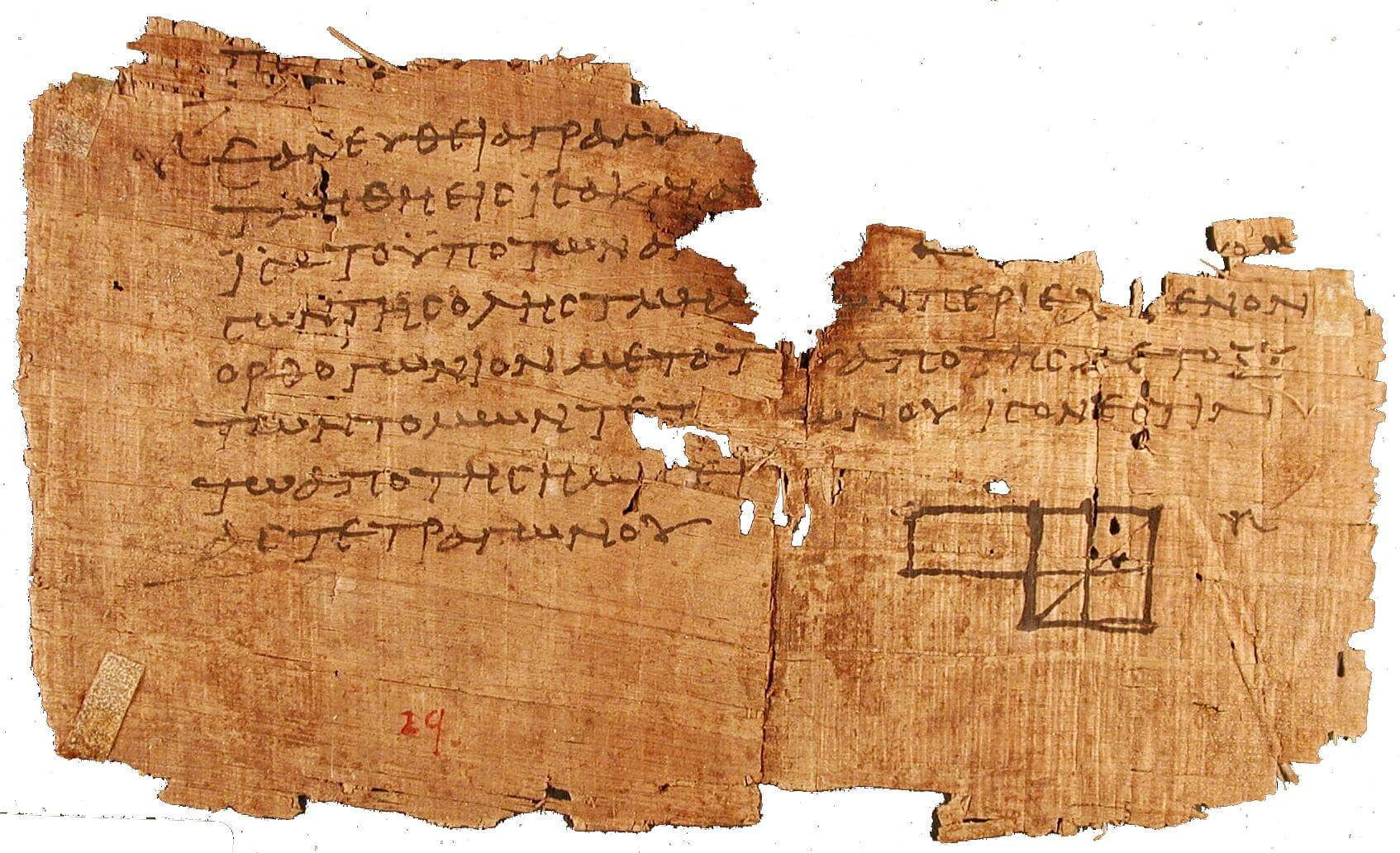
Papirus Oxyrhynchus 29

Papirus Oxyrhynchus 29 oznaczany jako P.Oxy.I 29 – rękopis zawierający fragment drugiej księgi Elementów (teza 5) Euklidesa napisanej w języku greckim. Papirus ten został odkryty przez Bernarda Grenfella i Arthura Hunta w 1897 roku w Oksyrynchos. Fragment jest datowany na koniec III lub początek IV wieku n.e. Przechowywany jest w The University Museum Uniwersytetu Pennsylwanii (E 2748). Tekst został opublikowany przez Grenfella i Hunta w 1898 roku.

## Opis
Manuskrypt został napisany na papirusie, prawdopodobnie w formie zwoju. Rozmiary zachowanego fragmentu wynoszą 8,5 na 15,2 cm. Tekst jest napisany pochyłymi, nieregularnymi literami uncjalnymi. Nie stosuje iota adscriptum ale występują w nim niewielkie błędy ortograficzne.
Fragment ten zawiera piątą tezę drugiej księgi połączoną z nieoznakowanym diagramem oraz niewielką częścią poprzedzającego zdania. Żadna część dowodu nie została przeprowadzona w tym fragmencie. Twierdzenie to brzmi: „Jeżeli linię prostą podzielimy na dwa odcinki równe i dwa odcinki nierówne to prostokąt odcinków nierównych zawartych wraz z kwadratem wystawionym na odcinkach równych będzie równy kwadratowi wystawionemu na połowie linii”.